# 11856 Nicolabonev
11856 Nicolabonev è un asteroide della fascia principale. Scoperto nel 1988, presenta un'orbita caratterizzata da un semiasse maggiore pari a 2,3831065 UA e da un'eccentricità di 0,2328372, inclinata di 4,96014° rispetto all'eclittica.
L'asteroide è dedicato al bulgaro Nicola Bonev fondatore dell'Istituto di Astronomia dell'Accademia Bulgara delle Scienze.